# Na kopci
Na kopci je český psychologický román s detektivní zápletkou, který napsal Jiří Březina. V roce 2013 jej vydalo nakladatelství Motto. Kniha pojednává o údajném zjevení anděla tehdy devítileté holčičce Marii a o následném pátrání vysokoškolského studenta Milana a bývalé policejní dětské psycholožce Heleny po okolnostech, za kterých se událost stala. Březinova prvotina získala v roce 2014  Cenu Jiřího Marka.
V roce 2023 kniha vyšla v novém, revidovaném vydání. Březina pozměnil konec knihy a také s pomocí redaktora Adama Chromého výrazně krátil text. 

## Tvorba
Knihu začal Březina psát po sázce s kolegyní, která je vášnivou čtenářkou. Té Březina řekl, že by dokázal napsat podobnou detektivku jako Jo Nesbø. Inspirací k tvorbě mu byl dokument Ivetka a hora, který pojednává o zjevení v 90. letech na Slovensku, kde dvě dívky viděly Pannu Marii a kde pak vzniklo poutní místo. Děj románu se odehrává v Praze a v jižních Čechách, odkud spisovatel pochází. Předobrazem místa, kde se román odehrává, se stala Přední Výtoň a osada Svatý Tomáš u Lipenské přehrady, pro místo zjevení autor zvolil vrch Na Martě nad Frymburkem. Březina dle svých slov knihu psal poměrně chaoticky, jeho hlavní hrdina se vydal do světa a on pouze zapisoval, co právě dělá. V polovině příběhu pochopil, že postrádá druhou postavu, proto doplnil postavu Heleny. Na rozdíl od některých jiných autorů znal pachatele již od začátku.

## Děj
Příběh se odehrává na Šumavě, kde se na kopci Svatý Tomáš u Výtoně v roce 2000 zjevil devítileté Marii Polákové anděl. Dívka večer nepřišla domů, a tak se po ní její babička začala shánět. Našla ji v bezvědomí na kopci Svatý Tomáš. Dívku odvedla domů, kam přišel místní farář Rovenský, který holčičku vyslechl a situaci vysvětlil tak, že se Marii zjevil anděl a vyjevil jí poslání, které bylo určeno pouze pro ni. Od té doby se na kopci koná v den výročí zjevení pouť. Marie se několik let poutě účastnila a upadala při ní do jakéhosi transu, pak se již k události nechtěla vyjadřovat a z této zapadlé vísky zmizela.
O 12 let později se do Výtoně přestěhuje starší policejní dětská psycholožka Helena, která se snaží uniknout stresu ze svého povolání. Zhruba ve stejné době do Výtoně přijíždí i vysokoškolák Milan, který pracuje na diplomové práci o zjeveních. Zároveň by chtěl napsat i článek do časopisu, čímž by odstartoval svou novinářskou kariéru. Chce pátrat po podrobnostech zjevení na Svatém Tomáši. Během vyšetřování se seznámí s Helenou, kterou příběh zaujme, takže mu začne pomáhat. Jedna z poutí, které se Marie účastnila, byla natočena na video. Podle Heleny na něm dívka vykazovala symptomy traumatického zážitku. Trýznivá situace mohla vyvolat falešnou vzpomínku na mystický zážitek. Postupně zjišťují, že to se zjevením nebude tak jednoznačné. Helena i Milan se vyptávají lidí z Mariina okolí i zástupců církve, která zjevení odmítá uznat. Ti, kteří byli údajnému zjevení nejblíže, o případu nechtějí či nemohou mluvit. Mariina babička již zemřela. Samotná Marie ze Šumavy odešla, pracuje v Praze v nonstop baru, trpí úzkostmi a na zážitek nechce vzpomínat.

## Kritika
Kniha se setkala s poměrně dobrým hodnocením kritiků. Ti oceňují psychologické zpracování postav, popis prostředí a mysteriozitu příběhu. Kladně hodnotí i snahu oprostit se od formy severských detektivek, kdy se příběh obejde bez krve či drastických scén.
Václav Grubhoffer z Deníku autora chválil za tvoru solidního příběhu založeného na dobrém nápadu a jako poutavého vypravěče. Kritička MF DNES Alena Slezáková udělila v recenzi knize 75 procent a ocenila výborně vystavěný příběh.
Kniha v roce 2014 získala Cenu Jiřího Marka za nejlepší detektivní román. Věnceslava Dezortová z české sekce Mezinárodní asociace autorů detektivní literatury (AIEP), která cenu uděluje, ke knize uvedla: „Čím hlouběji se ponoříme do svědectví o události na kopci, tím méně dokážeme odhadnout, kde je pravda a jaké je jádro věci. Román je dobře napsaný a zajímavý i námětem, který není tak obvyklý. Navíc je to prvotina, vítáme, že mládí se pouští do detektivek."